# حاج قاسم (صاروخ باليستي)
صاروخ الشهيد حاج قاسم (بالفارسية: موشک بالستیک شهید حاج قاسم) هو صاروخ باليستي إيراني تم الكشف عنه في أغسطس 2020. سُمّي بهذا الاسم تكريمًا لقائد فيلق القدس في الحرس الثوري الإيراني قاسم سليماني، الذي اغتالته الولايات المتحدة في يناير 2020.
يبلغ مدى صاروخ "حاج قاسم" نحو 1,400 كيلومتر (870 ميلًا)، ويحمل رأسًا حربيًا يزن 500 كيلوغرام (1,100 رطل). إلى جانب الكشف عن صاروخ "حاج قاسم (سليماني)"، كشفت إيران أيضًا عن صاروخ كروز بحري يُدعى أبو مهدي.

في 4 مايو 2025، أعلن وزير الدفاع الإيراني، العميد عزيز نصير زاده، عبر التلفزيون الرسمي الإيراني، عن صاروخ جديد يُدعى قاسم بصير، وهو نسخة محسنة من سلسلة صواريخ "حاج قاسم". يُصنّف الصاروخ الجديد كـ صاروخ باليستي متوسط المدى (MRBM)، ويعمل بالوقود الصلب وبنظام ثنائي المراحل.

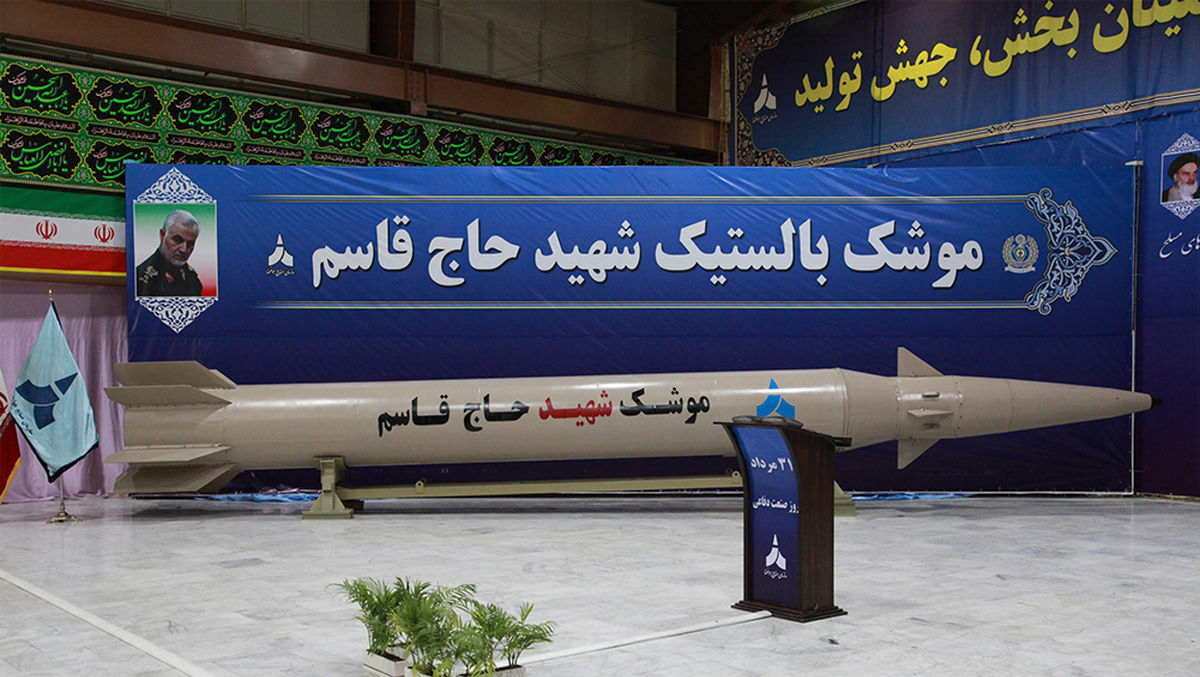
حفل إزاحة الستار عن صاروخ الشهيد قاسم سليماني الباليستي، وصاروخ الشهيد أبو مهدي المهندس، بمناسبة يوم الصناعة الدفاعية 31 آب، بحضور كبار قادة القوات المسلحة.

وفقًا للمسؤولين الإيرانيين، يتمتع صاروخ "قاسم بصير" بمدى يصل إلى 1,200 كيلومتر (750 ميلًا)، ويتميز بأنظمة توجيه محسّنة وقدرة على مقاومة وسائل التشويش. وتزعم إيران أن الصاروخ قادر على اختراق أنظمة الدفاع الصاروخي المتقدمة، وضرب أهداف محددة مثل مدارج الطائرات أو حظائر الطيران بدقة عالية دون الحاجة إلى نظام تحديد المواقع العالمي (GPS). غير أن محللين غربيين شككوا في هذه الادعاءات، معتبرين أنها مشوبة بالدعاية الداخلية.

## المواصفات
وبحسب وكالة تسنيم ، يعتبر صاروخ الحاج قاسم الجيل الجديد من صواريخ الفاتح 110 ، ويتمتع بالقدرة على المرور عبر أنظمة الدفاع الصاروخي . ووفقا للقوات العسكرية الإيرانية، فإن هذا الصاروخ "قابل للإطلاق ومتحرك تكتيكيا ويعتمد على تقنيات التحكم في الطيران". ويبلغ طول جسم هذا الصاروخ 11 مترا، ويتراوح قطر جسمه بين 85 إلى 95 سم. ويبلغ وزن الرأس الحربي لهذا الصاروخ 500 كجم، وتبلغ سرعته القصوى 12 ماخ. ويبلغ الوزن الإجمالي لهذا الصاروخ 7 طن ويتكون من 8 كتل. ويقال إن دقة هذا الصاروخ أقل من 10 أمتار.
ويعتبر هذا الصاروخ أحدث الصواريخ الباليستية الإيرانية، حيث يصل مداه إلى 1400 (حتى 1800) كيلومتر، وهو صاروخ إيراني 100%. ويعمل هذا الصاروخ بالوقود الصلب، ويعد بعد ذو الفقار ودزفول الصاروخ الباليستي الأطول مدى الذي تصنعه إيران. ويتم فصل رأس هذا الصاروخ عن الجسم، وعلى الرغم من أن مداه يماثل مدى صواريخ سجيل بعيدة المدى، إلا أن طولها أقصر. ويقال إن سرعة هذا الصاروخ عند إصابة الهدف هي 5 ماخ. توصف عوارض التثبيت في نهاية الجسم ورأس حربي قابل للفصل مزود بحزم تحكم بقطر أصغر من قطر الجسم بأنها خصائص أخرى لهذا الصاروخ.